# أناقيز
أناقيز هي قرية في مقاطعة سراب، إيران. عدد سكان هذه القرية هو 540 في سنة 2006.